# 克里沃耶湖
克里沃耶湖是俄羅斯的湖泊，位於車里雅賓斯克州馬格尼托哥爾斯克東南面，毗鄰與哈薩克接壤的邊境，該湖以辛塔什塔文化（Sintashta culture）的車葬（chariot burial）遺址聞名。